# Under Milk Wood
Under Milk Wood è un film del 1972 diretto da Andrew Sinclair.
È un adattamento del radiodramma omonimo del 1954 scritto da Dylan Thomas.